# صحيفة بيروت تايمز

شعار صحيفة بيروت تايمز باللغة العربية

شعار صحيفة بيروت تايمز باللغة الإنجليزية

بيروت تايمز هي صحيفة يومية مستقلة ثقافية واجتماعية وسياسية تصدر في باسادينا، بكاليفورنيا باللغتين العربية والإنجليزية وتخدم المجتمعين اللبناني الأمريكي والعربي الأمريكي. تأسست في عام 1985. وللصحيفة مراسلون في عدد من العواصم العربية وأوروبا.

## روابط خارجية
- الموقع الرسمي